# Михайловский сельсовет (Рыльский район)
Миха́йловский сельсовет — муниципальное образование со статусом сельского поселения в Рыльском районе Курской области.
Административный центр — село Михайловка.

## История
Статус и границы сельсовета установлены Законом Курской области от 21 октября 2004 года № 48-ЗКО «О муниципальных образованиях Курской области».

## Население
| 2002 | 2010 | 2012 | 2013 | 2014 | 2015 | 2016 |
| ---- | ---- | ---- | ---- | ---- | ---- | ---- |
| 700  | ↘481 | ↘469 | ↘460 | ↘446 | ↗463 | ↘443 |
| 2017 | 2018 | 2019 | 2020 | 2021 |      |      |
| ↗444 | ↘441 | ↘414 | →414 | ↘371 |      |      |

## Состав сельского поселения
| № | Населённый пункт | Тип населённого пункта       | Население |
| - | ---------------- | ---------------------------- | --------- |
| 1 | Викторовка       | деревня                      | ↘130      |
| 2 | Михайловка       | село, административный центр | ↘256      |
| 3 | Успешное         | деревня                      | ↘95       |